# Marcella Baete
Marcella Baete (Gent, 11 december 1939 – 14 december 2023) was een Vlaamse schrijfster.

## Levensloop
Baete werd geboren in de Gentse straat Poperingestraat in de Bloemekenswijk in een arbeidersgezin. Ze was een volkskind, studeerde voor onderwijzeres en trouwde met een slager. Na twee relatiebreuken en zestig keer verhuizen bleef zij alleen achter met haar zes kinderen.
Ze reisde jaren door Europa. Ze leed aan een alcoholverslaving en probeerde zelfmoord te plegen. Na haar herstel begon ze te schrijven, eerst gedichten in Het Rijk der Vrouw en Mijmeringen in het tijdschrift Onze Tijd. Ze volgde de Gentse Schrijversacademie en studeerde als vrije studente aan de Faculteit Letteren en Wijsbegeerte van de Universiteit Gent.
Haar eerste boek Ze zeggen dat ik gek ben verscheen in 1992 bij EPO. Elsbeth Etty schreef over dit debuut in NRC Literair dat het deed denken aan Louis Paul Boon. Daarna volgden de autobiografische boeken elkaar op. In 1999 reisde ze ondanks haar chronische vermoeidheidssyndroom naar Santiago de Compostella en schreef er De bondgenoot over. Kasterbant, een familiegeschiedenis die zich afspeelt tijdens de Duitse bezetting in Gent, kreeg de Ary Sleeksprijs voor proza van de Koninklijke Academie voor Nederlandse Taal en Letteren. Het verscheen als feuilleton in Het Nieuwsblad, maar de krant censureerde een seksueel expliciete passage, omdat de Zaak-Dutroux de gemoederen beroerde. Baete vroeg en kreeg in 2001 van de rechtbank een moreel eerherstel en een financiële schadevergoeding.
In de Volkskrant werden in 2010 sterke gelijkenissen beschreven tussen werk van Baete ui 2004 en werk van Simon Carmiggelt en tussen werk van Baete uit 2008 en werk van Cri Stellweg (Saartje Burgerhart).

## Publicaties
| Jaar | Titel                                                        | Uitgever           | ISBN          | Notitie                                                    |
| ---- | ------------------------------------------------------------ | ------------------ | ------------- | ---------------------------------------------------------- |
| 1992 | Ze zeggen dat ik gek ben                                     |                    |               |                                                            |
| 1992 | Jeannetje Van Diependaele                                    |                    |               |                                                            |
| 1992 | Het donker ligt één duim voor je                             |                    |               |                                                            |
| 1993 | De ster die blonk                                            | Facet              | 9789050161565 |                                                            |
| 1993 | Oceanenkind                                                  |                    |               |                                                            |
| 1994 | Kasterbant                                                   |                    |               |                                                            |
| 1997 | Het leven kan wreed schoon zijn                              |                    |               |                                                            |
| 1997 | Het Oordeel - tien jaar Surplus, elf verhalen                | De Geus            | 9789052264295 | Verhalen van verschillende auteurs, onder andere van Baete |
| 1999 | De wind is rood                                              | Bert Bakker        | 9789035120686 |                                                            |
| 2000 | De bondgenoot                                                |                    |               |                                                            |
| 2002 | Het Tuinmeisje - een roman over de mythe van het moederschap | The House of Books | 9789044304541 |                                                            |
| 2003 | Ha, ge zijt daar                                             |                    |               |                                                            |
| 2004 | Ik ga dood aan jou                                           |                    |               |                                                            |
| 2008 | Later is voorbij                                             |                    |               |                                                            |

- Digitale Bibliotheek voor de Nederlandse Letteren: baet001
- Gemeinsame Normdatei: 17302579X
- International Standard Name Identifier: 0000 0001 1049 5180
- Library of Congress Control Number: n94057440
- Nederlandse Thesaurus van Auteursnamen: 093708947
- Virtual International Authority File: 29673573
- WorldCat: E39PBJpv4X9h9xYrtPjMFPHpyd